# Fruitvale (Texas)
Fruitvale is een plaats (city) in de Amerikaanse staat Texas, en valt bestuurlijk gezien onder Van Zandt County.

## Demografie
Bij de volkstelling in 2000 werd het aantal inwoners vastgesteld op 418.
In 2006 is het aantal inwoners door het United States Census Bureau geschat op 456, een stijging van 38 (9,1%).

## Geografie
Volgens het United States Census Bureau beslaat de plaats een oppervlakte van
5,0 km², geheel bestaande uit land. Fruitvale ligt op ongeveer 139 m boven zeeniveau.

## Plaatsen in de nabije omgeving
De onderstaande figuur toont nabijgelegen plaatsen in een straal van 20 km rond Fruitvale.